# Isla White (Irlanda del Norte)

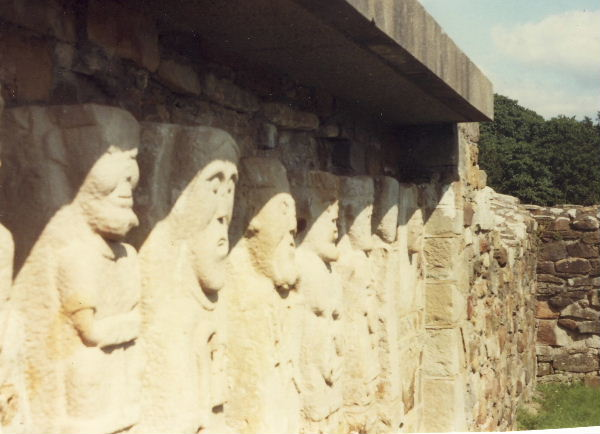
White Island, figuras talladas, Lough Erne.

Isla White (en inglés: White Island que quiere decir «Isla Blanca») es una isla en la parte baja del Lago Erne, en el condado de Fermanagh, Irlanda del Norte, Reino Unido.  Está situada en la bahía del Castillo de Archdale frente a la costa este del lago Erne.  Las ruinas de una antigua iglesia se encuentran cerca de la costa, habiendo sido construida en el emplazamiento de un antiguo monasterio. Todavía posee un Puerta de arco románica intacta.  La Iglesia y ocho figuras talladas entre 800 y 1000 AD son Monumentos Históricos del Estado.